# Panagiótis Kanellópoulos
Panagiótis Kanellópoulos (en grec moderne : Παναγιώτης Κανελλόπουλος) est un homme politique grec né à Patras le 13 décembre 1902 et mort à Athènes le 11 septembre 1986.

## Biographie
Adversaire de Metaxás, il est déporté entre 1937 et 1940. Engagé volontaire lors de la Guerre italo-grecque en 1940, il dirige, au début de Occupation de la Grèce par les puissances de l'Axe, une organisation clandestine de jeunes nationalistes. Il passe ensuite avec l'aide des Britanniques au Moyen-Orient où sa carrière politique commence sa phase ascendante.
Membre du cabinet Tsouderós en tant que ministre de la défense, puis ministre de la reconstruction dans le gouvernement de Geórgios Papandréou à la libération.
Il est élu démocratiquement Premier ministre en 1967 avant d'être destitué par la junte militaire de 1967-1974. Lorsque, après l'invasion des troupes turques à Chypre, les militaires décident de remettre le pouvoir aux civils lors de la réunion du 23 juillet 1974, la formation d'un gouvernement d'unité nationale avec Kanellópoulos comme Premier ministre et Geórgios Mávros comme vice-premier ministre est dans un premier temps décidée. Cependant, peu après, l'arrivée de Konstantínos Karamanlís depuis Paris scelle la nomination de celui-ci à la tête du gouvernement.